# قلعه‌نو جمشید
قلعه نوجمشید، روستایی از توابع بخش مرکزی شهرستان نیشابور در استان خراسان رضوی ایران است.

## جمعیت
این روستا در دهستان مازول قرار دارد و براساس سرشماری مرکز آمار ایران در سال ۱۳۸۵، جمعیت آن ۱٬۳۴۶ نفر (۳۱۹خانوار) بوده‌است.